# ماریا تیلور
ماریا تیلور (انگلیسی: Maria Taylor؛ زاده ۲۱ مهٔ ۱۹۷۶
برمینگم، آلاباما, u.s.) یک موسیقی‌دان اهل ایالات متحده آمریکا است.